# Syon
Syon – tygodnik teologiczny wydawany w Krakowie w latach 1868–1869 pod redakcją ks. Waleriana Serwatowskiego przy współudziale ks. Antoniego Gałeckiego, Franciszka Wierzchlejskiego, Wawrzyńca Rocha Rydzewskiego, Serafina Kostki, Stanisława Smolińskiego. W sumie ukazało się 29 numerów pisma.